# Mali Podol
Mali Podol – wieś w Chorwacji, w żupanii primorsko-gorskiej, w mieście Cres. W 2011 roku liczyła 3 mieszkańców.